# …Ready for It?
…Ready for It? ist ein Song der US-amerikanischen Sängerin Taylor Swift, der am 3. September 2017 als zweite Single aus ihrem sechsten Album Reputation veröffentlicht wurde. Taylor Swift schrieb den Song gemeinsam mit den Produzenten Max Martin, Shellback, Ali Payami.

## Entstehung
Die Aufnahme von …Ready for It? fand im in den MXM Studios in Stockholm, die Abmischung in den Mixstar Studio in Virginia Beach und das Mastering in den Studios von Sterling Sound in New York statt. Die Urheberrechte an den Song halten für Taylor Swift Taylor Swift Music (wahrgenommen durch BMI), für Max Martin und Shellback MXM Music Ab. (verwaltet durch ASCAP) und für Ali Payami Wolf Cousins (wahrgenommen durch STIM). Die Verlagsrechte wurden von Taylor Swift an Sony Music Publishing und von Ali Payami an Warner/Chappel Music Skandinavien abgetreten. Die Verlagsrechte für Max Martin und Shellback werden von Kobalt Music Publishing verwaltet.
Mitwirkende
- Songwriting – Taylor Swift, Max Martin, Shellback, Ali Payami
- Produktion – Max Martin, Shellback, Ali Payami
- Abmischung – Serban Ghenea, John Hanes
- Gesang, Background Vocals – Taylor Swift
- Keyboard – Shellback, Max Martin, Ali Payami
- Programmierung – Shellback, Max Martin, Ali Payami
- Tontechniker – Max Martin, Shellback
- Mastering – Randy Merrill[2]

## Inhalt
In diesem Lied singt Taylor Swift über den Mann, der ihr Herz erobert hat. Laut Songfacts.com handelt das Lied von dem britischen Schauspieler Joe Alwyn, mit dem Swift von 2016 bis 2023 zusammen war.

## Veröffentlichung
…Ready for It? wurde am 3. September 2017 als zweite Single von Taylor Swift bevorstehendem sechsten Album Reputation ohne vorherige Ankündigung veröffentlicht. Allerdings gab Swift einen ersten versteckten Hinweis auf die Veröffentlichung von …Ready for It?, als sie die Veröffentlichung Look What You Made Me Do am 25. August 2017 „…ready for it? New Single #Look What You Made Me Do out now“ auf Instagram bekannt gab. Am 1. Dezember 2017 wurde zudem mit dem BloodPop® Remix ein offizieller Remix veröffentlicht.

## Kommerzieller Erfolg

### Chartplatzierungen
| ChartsChartplatzierungen       | Höchstplatzierung | Wochen |
| ------------------------------ | ----------------- | ------ |
| Deutschland (GfK)              | 47 (5 Wo.)        | 5      |
| Österreich (Ö3)                | 26 (6 Wo.)        | 6      |
| Schweiz (IFPI)                 | 41 (5 Wo.)        | 5      |
| Vereinigte Staaten (Billboard) | 4 (20 Wo.)        | 20     |
| Vereinigtes Königreich (OCC)   | 7 (16 Wo.)        | 16     |

### Auszeichnungen für Musikverkäufe
| Land/Region                  | Auszeichnungen für Musikverkäufe (Land/Region, Auszeichnung, Verkäufe) | Verkäufe  |
| ---------------------------- | ---------------------------------------------------------------------- | --------- |
| Australien (ARIA)            | 6× Platin                                                              | 420.000   |
| Brasilien (PMB)              | 2× Platin                                                              | 80.000    |
| Dänemark (IFPI)              | Gold                                                                   | 45.000    |
| Deutschland (BVMI)           | Gold                                                                   | 300.000   |
| Frankreich (SNEP)            | Gold                                                                   | 100.000   |
| Italien (FIMI)               | Gold                                                                   | 50.000    |
| Kanada (MC)                  | 2× Platin                                                              | 160.000   |
| Neuseeland (RMNZ)            | 2× Platin                                                              | 60.000    |
| Norwegen (IFPI)              | Gold                                                                   | 30.000    |
| Polen (ZPAV)                 | Gold                                                                   | 10.000    |
| Schweden (IFPI)              | Gold                                                                   | 20.000    |
| Vereinigte Staaten (RIAA)    | 2× Platin                                                              | 2.000.000 |
| Vereinigtes Königreich (BPI) | Platin                                                                 | 600.000   |
| Insgesamt                    | 7× Gold · 15× Platin ·                                                 | 3.875.000 |

Hauptartikel: Taylor Swift/Auszeichnungen für Musikverkäufe/Lieder